# 劉徳願
劉徳願（劉德願、りゅう とくがん、生年不詳 - 永光元年8月13日（465年9月18日））は、南朝宋の廷臣。本貫は彭城郡彭城県安上里。

## 経歴
劉懐慎の子として生まれた。元嘉年間、寧遠将軍・竟陵郡太守となり、南城県開国侯に封じられた。大明初年、游撃将軍の号を受け、領石頭戍事をつとめた。
韓仏智の荷物を買い受けた罪により、獄に下され、爵位と封土を剥奪された。後にまた秦郡太守として再起用された。徳願は粗雑でそそっかしい性格のため、孝武帝に親しまれからかわれた。
大明6年（462年）、孝武帝の寵姫の殷貴妃が死去し、葬儀を終えると、孝武帝はたびたび群臣とともに殷氏の墓におもむいた。孝武帝が「貴妃のために泣いて悲しんでくれるなら、褒賞を与える」というと、徳願は声を上げて慟哭し、涙を流して見せた。
また徳願は車を御するのを得意とし、孝武帝が江夏王劉義恭の邸に幸するときは、徳願の車に乗って出かけた。徳願が籠冠をかぶり、短い朱衣を着て、馬のくつわを取って進む姿は美しく、当時に評判が高かった。大明7年（463年）、豫州刺史に任じられた。
永光元年（465年）、廷尉となった。柳元景と親しかったが、同年8月に柳元景が反乱を起こして殺害されると、徳願も連座されて獄に下されて殺害された。

## 伝記資料
- 『宋書』巻45 列伝第5
- 『南史』巻17 列伝第7